# Pavel Mojžíš
Pavel Mojžíš (* 31. října 1977 ve Zlíně) je bývalý profesionální hokejista, obránce českého týmu VHK ROBE Vsetín. Odchovanec zlínského hokeje zůstal svému rodišti věrný až do sezóny 2000-01. Poté vystřídal několik dalších působišť na hostování, včetně občasných návratů do mateřského celku. Až v roce 2003 zakotvil v celku HC Znojemští Orli ve kterém pak až na malé výjimky hrál po celou zbylou dobu jeho působení v nejvyšší soutěži. 7. dubna 2009 podepsal jako volný hráč nový dvouletý kontrakt v HC Kometa Brno.
Největší úspěch: Účast ve finále Extraligy 1998-99.

## Přehled kariéry
- 1995–96 AC ZPS Zlín E-jun.
- 1996/1997 AC ZPS Zlín, AC ZPS Zlín E-jun.
- 1997/1998 HC ZPS-Barum Zlín, HC Znojemští Orli 1.ČHL
- 1998/1999 HC ZPS-Barum Zlín, SK Horácká Slavia Třebíč 1.ČHL
- 1999/2000 HC Continental Zlín
- 2000/2001 HC Continental Zlín, HC Femax Havířov, HC České Budějovice
- 2001/2002 HC Continental Zlín, HC Prostějov 1.ČHL
- 2002/2003 HC Hamé Zlín, HC Vagnerplast Kladno 1.ČHL
- 2003/2004 HC JME Znojemští Orli
- 2004/2005 HC Znojemští Orli, HC Vítkovice
- 2005/2006 HC Znojemští Orli
- 2006/2007 HC Znojemští Orli
- 2007/2008 HC Znojemští Orli, HC Olomouc 1.ČHL
- 2008/2009 HC Znojemští Orli
- 2009/2010 HC Kometa Brno, HC Znojemští Orli 1.ČHL
- 2010/2011 HC Kometa Brno
- 2011/2012 KH Sanok, Mistr Polska
- 2012/2013 KH Sanok
- 2013/2014 GKS Tychy
- 2014/2015 GKS Tychy, Mistr Polska
- 2015/2016 LHK Jestřábi Prostějov
- 2016/2017 VHK ROBE Vsetín